# District de Udhampur
Le district de Udhampur (ourdou : ضلع ادھمپور)  est un district du territoire du Jammu-et-Cachemire, en Inde.

## Géographie
Au recensement de 2011, sa population compte 554 985 habitants.
Son chef-lieu est la ville de Udhampur. 